# Plymouth (Indiana)
Plymouth is een plaats (city) in de Amerikaanse staat Indiana, en valt bestuurlijk gezien onder Marshall County.

## Demografie
Bij de volkstelling in 2000 werd het aantal inwoners vastgesteld op 9840.
In 2006 is het aantal inwoners door het United States Census Bureau geschat op 11.025, een stijging van 1185 (12,0%).

## Geografie
Volgens het United States Census Bureau beslaat de plaats een oppervlakte van
18,0 km², geheel bestaande uit land. Plymouth ligt op ongeveer 243 m boven zeeniveau.

## Plaatsen in de nabije omgeving
De onderstaande figuur toont nabijgelegen plaatsen in een straal van 20 km rond Plymouth.